# Trachyzelotes lyonneti
Trachyzelotes lyonneti är en spindelart som först beskrevs av Jean Victor Audouin 1826.  Trachyzelotes lyonneti ingår i släktet Trachyzelotes och familjen plattbuksspindlar. Inga underarter finns listade i Catalogue of Life.